# Академія (футбольний клуб, Кишинів)
ФК «Академія Кишинів» (рум. FC Academia Chișinău) — футбольний клуб з міста Кишинів, Молдова. Заснований 2006 року. По сезон 2016—2017 років виступав у Національному дивізіоні Молдови. Домашні матчі приймає на стадіоні «Гідігіч» в однойменному селі, потужністю 1 500 глядачів.
Протягом 2006—2012 років клуб носив назву «Академія УТМ». 2012 року перейменований на «Академія Кишинів».
За результатами сезону 2016—2017 років Національного дивізіону Молдови, клуб зайняв 8-ме місце, однак знявся зі змагань.